# Nicola (langue)
Le nicola est une langue na-dené aujourd'hui éteinte du groupe des langues athapascanes septentrionales. Elle était parlée par le peuple Nicola, en Colombie-Britannique, au Canada.